# Vestibul vaginal
Vestibulul vaginal (Vestibulul vulvar) reprezintă o depresiune delimitată de labiile mici ale vulvei, în care sunt amplasate orificiul vaginal și meatul urinar. Granițele vestibulului sunt marcate de linia lui Hart. Din punct de vedere embriologic, vestibulul vaginal reprezintă porțiunea distală a sinusului urogenital.

## Anatomie
Suprafața vestibulului este o regiune netedă, de culoare roz, fiind acoperită cu epiteliu pavimentos pluristratificat. În mod obișnuit, vestibulul vaginal este un spațiu virtual, labiile mici fiind alipite între ele. Poate fi vizualizat după îndepărtarea labiilor. Vestibulul se extinde de la clitoris, situat anterior, până la furșeta – locul de joncțiune a labiilor mici. Marginile laterale sunt redat de linia lui Hart. Această linie reprezintă granița din epiteliul cheratinizat al labiilor mici (marginea liberă pigmentată, mai închisă la culoare) și epiteliul necheratinizat – situat la baza labiilor. Lungimea medie a vestibulului măsoare 7-8 cm, lărgimea de 3 cm.
Suprafața vestibulului este ocupată de orificiul uretrei și orificiul vaginal, care la fetele virgine este prezintă o membrană numită himen. Pe părțile laterale ale vestibulului se deschid canalele glandelor lui Skene, în apropiere de meatul urinar, și canalele glandelor lui Bartholin, în partea posterioară a orificiului vaginal.

## Funcție
Datorită secrețiilor glandelor sebacee, bogate pe suprafața labiilor, și vaginale, epiteliul vestibulului are un rol important în menținerea umidității vulvare și a microflorei sănătoase.